# Belwood (Carolina del Norte)
Belwood  es un pueblo ubicado en el condado de Cleveland en el estado estadounidense de Carolina del Norte. La localidad en el año 2000, tenía una población de 962 habitantes en una superficie de 31,9 km², con una densidad poblacional de 30,2 personas por km².

## Geografía
Belwood se encuentra ubicado en las coordenadas 35°28′51″N 81°30′51″O / 35.48083, -81.51417. Según la Oficina del Censo, la localidad tiene un área total de 31,9 km² (12,3 mi²), de la cual 31,9 km² (12,3 mi²) es tierra y 0 km² (0 mi²) (0.08%) es agua.

### Localidades adyacentes
El siguiente diagrama muestra a las localidades en un radio de 16 kilómetros (9,9 mi) de Belwood .

## Demografía
En el 2000 la renta per cápita promedia del hogar era de $31.471, y el ingreso promedio para una familia era de $40.417. El ingreso per cápita para la localidad era de $14.323. En 2000 los hombres tenían un ingreso per cápita de $30.139 contra $19.118 para las mujeres. Alrededor del 13.20% de la población estaba bajo el umbral de pobreza nacional.